# John Baptist Sequeira
John Baptist Sequeira (ur. 23 czerwca 1930 w Mangaluru, zm. 9 października 2019 w Bengaluru) – indyjski duchowny rzymskokatolicki, w latach 1987–2006 biskup Chikmagalur.

## Życiorys
Święcenia kapłańskie przyjął 15 kwietnia 1958. 26 stycznia 1987 został prekonizowany biskupem Chikmagalur. Sakrę biskupią otrzymał 11 czerwca 1987. 2 grudnia 2006 przeszedł na emeryturę.